# Moss (město)

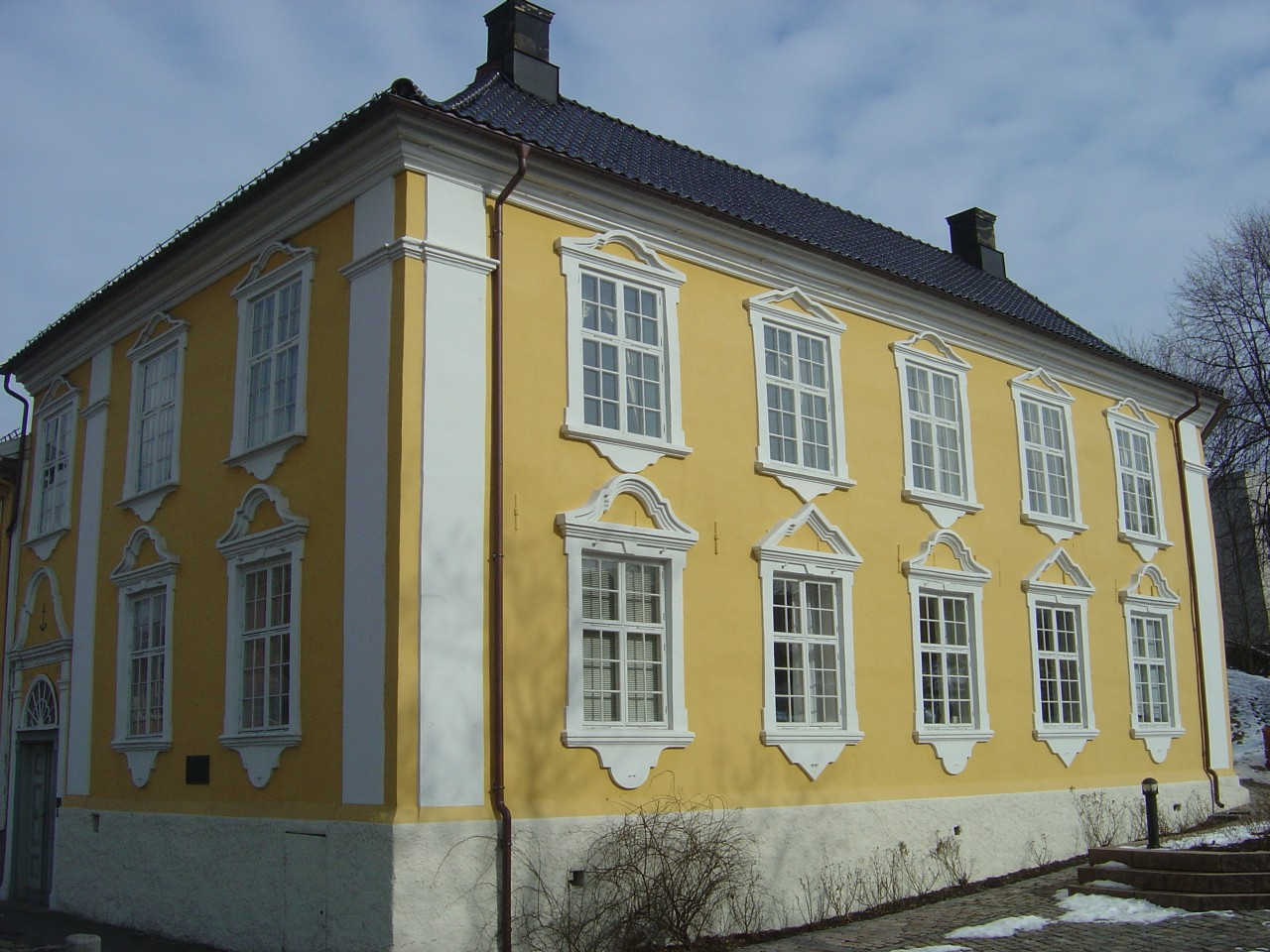
Administrativní budova železáren, kde byla roku 1814 podepsána Smlouva z Mossu

Moss je město a přístav na jihovýchodě Norska. Založeno bylo v 16. století, status města však získalo až 1. ledna 1838. Při sčítání lidu z roku 2012 mělo 30 723 obyvatel. Ve staré norštině se město nazývalo Mors. Roku 1814 byla ve městě podepsána tzv. Smlouva z Mossu, která ukončovala norsko-švédskou válku. Ve městě je rozvinut papírenský, ocelářský a textilní průmysl. Do roku 2009 zde měla sídlo firma Helly Hansen vyrábějící sportovní oblečení. Ve městě sídlí fotbalový klub Moss FK.

## Partnerská města
- Aguacatán, Guatemala
- Blönduós, Island
- Horsens, Dánsko
- Karlstad, Švédsko
- Nokia, Finsko
- Veliký Novgorod, Rusko
- Virginia Beach, Spojené státy americké